# D'Anthony Smith
 (décembre 2023).
Si vous disposez d'ouvrages ou d'articles de référence ou si vous connaissez des sites web de qualité traitant du thème abordé ici, merci de compléter l'article en donnant les références utiles à sa vérifiabilité et en les liant à la section « Notes et références ».
(en) Statistiques sur pro-football-reference
D'Anthony Smith (né le 9 juin 1988 à Berlin) en Allemagne est un joueur américain de football américain évoluant au poste de Defensive Tackle. Après une carrière universitaire aux Bulldogs de Louisiana Tech, il est drafté par les Jaguars de Jacksonville en 2010. Depuis la saison 2013, il évolue avec les Seahawks de Seattle.

## Enfance
Smith naît à Berlin, capitale de l'Allemagne mais immigre vers Fort Polk. Il étudie à la Pickering High School où il joue au football et au basket-ball. Il est titulaire lors de ses quatre saisons avec l'école. Pour sa dernière année, il fait quatre-vingt tacles et trois sacks.

## Carrière

### Université
Il fait ses débuts universitaire en 2006 où il intercepte une passe déviée contre l'université du Nebraska. Il débute huit matchs lors de cette saison et fait trente-huit tacles. Contre l'université du Texans du Nord, il fait sept tacles. En 2007, il fait cinq tacles contre les Bulldogs de Fresno State, égalant la performance de l'an passée contre cette même équipe et sackant une fois le quarterback Tom Brandstater. Il débute onze matchs lors de cette saison et en manque un à cause d'une blessure.
En 2008, Smith est nommé dans l'équipe de la saison pour la conférence Western Athletic Conference (WAC) et All-Louisiana. Il est titulaire à tous les matchs de la saison avec les Bulldogs. En 2009, Rivals.com le classe onzième du classement des defensive tackle avant le début de la saison. Lors de cette saison, il est prétendant au Outland Trophy mais ne le remporte pas.

### Professionnel
D'Anthony Smith est sélectionné au troisième tour du draft de la NFL de 2010 par les Jaguars de Jacksonville au soixante-quatorzième choix. Lors du camp d'entraînement, il se blesse et est placé sur la liste des blessés jusqu'à la fin de la saison, ne jouant donc aucun match. Smith enregistre le premier tacle de sa carrière lors du premier match de la saison 2012 face aux Vikings du Minnesota. Néanmoins, la saison du defensive tackle s'arrête le 28 novembre 2012 lorsque Jacksonville le met sur la liste des blessés pour le reste de la saison.
Il quitte les Jaguars en 2012 pour rejoindre les Seahawks de Seattle après un court passage aux Lions de Detroit.
Le 5 octobre 2013, il signe avec l'équipe d'entraînement des Seahawks de Seattle.